# Antigny-la-Ville
Antigny-la-Ville ist eine französische Gemeinde mit 87 Einwohnern (Stand: 1. Januar 2022) im Département Côte-d’Or in der Region Bourgogne-Franche-Comté. Sie gehört zum Kanton Arnay-le-Duc und zum Arrondissement Beaune.
Nachbargemeinden sind Foissy im Nordwesten, Thomirey im Osten und Lacanche im Südwesten. Im Norden berührt das Flüsschen Villeneuve das Gemeindegebiet.

## Weblinks

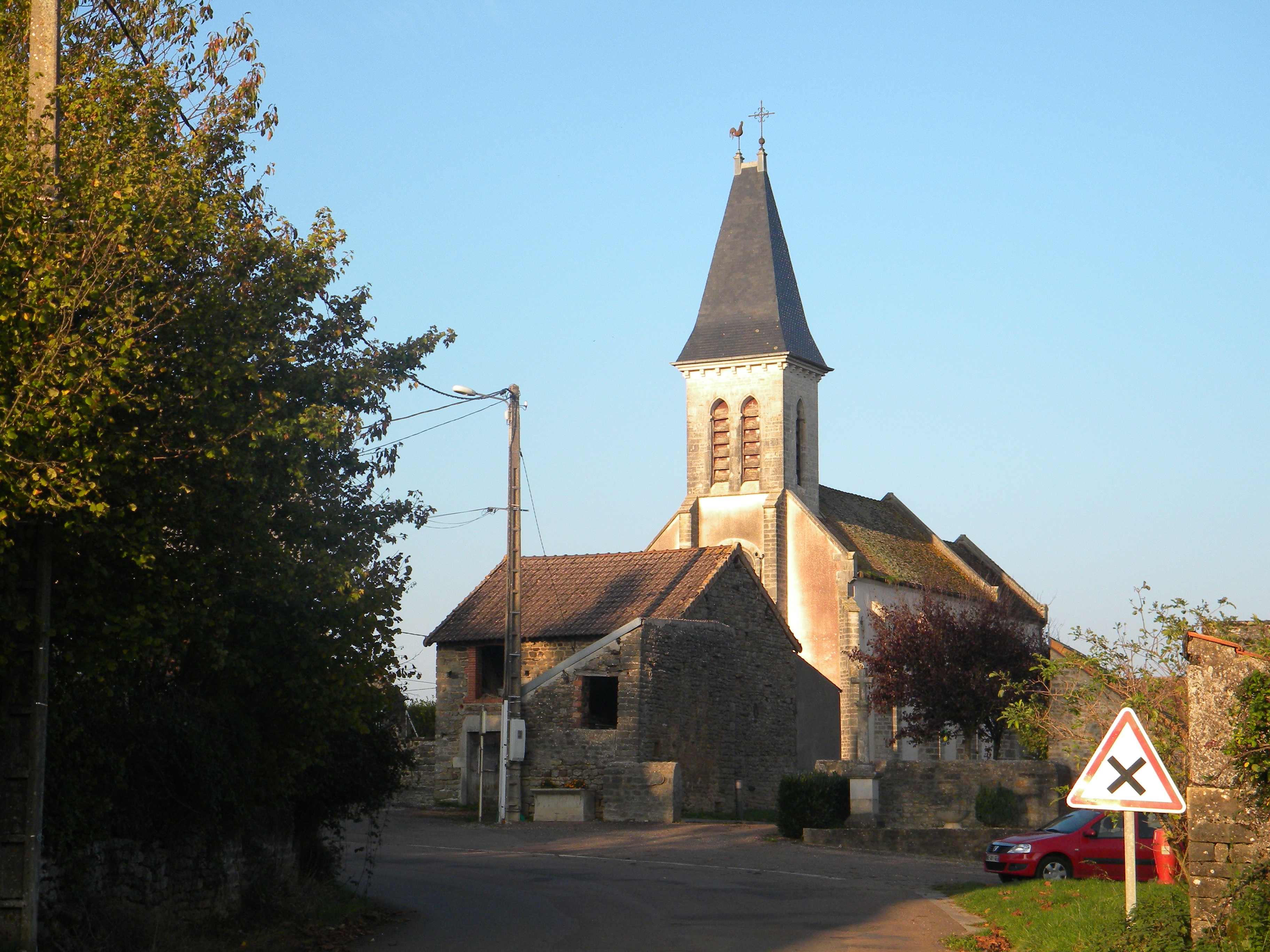
Himmelfahrts-Kirche

## Bevölkerungsentwicklung
| Jahr                       | 1962 | 1968 | 1975 | 1982 | 1990 | 1999 | 2008 | 2015 |
| -------------------------- | ---- | ---- | ---- | ---- | ---- | ---- | ---- | ---- |
| Einwohner                  | 147  | 146  | 139  | 125  | 94   | 105  | 114  | 117  |
| Quellen: Cassini und INSEE |      |      |      |      |      |      |      |      |

## Sehenswürdigkeiten
- Kriegerdenkmal
- Himmelfahrts-Kirche